# Romain Campistrous
Romain Campistrous, né le 16 juillet 1992 à Albi, est un ancien coureur cycliste français, aujourd'hui directeur sportif de l'OCF Legend Wheels.

## Biographie
Après une très bonne première partie de saison 2015 où il décroche trois victoires et treize podiums pour le compte de son club de GSC Blagnac Vélo Sport 31, Romain Campistrous se voit offrir l'occasion d'effectuer un stage chez les professionnels pour la deuxième partie de la saison au sein de la formation World Tour AG2R La Mondiale. Au cours de ce stage, il a l'occasion d'évoluer aux côtés de coureurs comme le vainqueur de Paris-Roubaix 2011, Johan Vansummeren, sur les routes du Tour de Burgos. Il accompagne également l'ancien porteur du maillot jaune du Tour de France 2013, Jan Bakelants, lors de ses victoires sur le Tour du Piémont et le Tour d'Émilie. 
Non-retenu au sein de la formation AG2R La Mondiale pour la saison 2016, Romain Campistrous poursuit sa carrière sous les couleurs du GSC Blagnac Vélo Sport 31. À l'issue de celle-ci, il signe son premier contrat professionnel au sein de l'équipe Armée de terre pour la saison 2017.
Pour 2021, il décide de retourner courir à l'Occitane CF.

## Palmarès sur route
- 2013
  - Circuit des Deux Ponts
  - Nocturne de Castelsarrasin
  - Boucles du Tarn et du Sidobre
  - 3e du championnat du Midi-Pyrénées sur route
- 2014
  - Tour du Périgord
  - Tour du Canton de Châteaumeillant
  - Nocturne de Carmaux
  - Grand Prix national d’ouverture Cintegabelle
  - 2e du Trophée des Châteaux aux Milandes
  - 2e du Tour des Landes
  - 2e de la Nocturne d'Albi
  - 2e des Boucles du Tarn et du Sidobre
  - 3e du Tour du Canton du Pays Dunois
  - 3e du contre-la-montre de Fronton
  - 3e du Grand Prix de la ville de Rodez
  - 3e du Défi de Nore
- 2015
  - Classement général de l'Essor basque
  - Prix de la Ville du Mont Pujols
  - Défi de Nore
  - Grand Prix La Garrotxa
  - 2e du championnat du Midi-Pyrénées sur route
  - 2e du championnat du Midi-Pyrénées du contre-la-montre
  - 2e du Tour du Loiret
  - 2e du Tour de Basse-Navarre
  - 2e des Boucles de l'Essor
  - 2e du Mémorial Valenciaga
  - 3e du Circuit de Saône-et-Loire
  - 3e du Trophée de l'Essor
  - 3e du Trophée des Bastides
- 2016
  - Champion du Midi-Pyrénées sur route
  - 3e étape du Tour de la Dordogne
  - Défi de Nore
  - 2e du Tour de la Dordogne
- 2017
  - Vainqueur de l'Essor basque
  - Tour de Basse-Navarre
  - Ronde du Pays basque
  - 2e des Boucles de l'Essor
- 2018
  - Champion d'Occitanie sur route
  - Tour de Basse-Navarre
  - 3e étape du Tour du Loiret
  - Défi de Nore
  - Classement général des Quatre Jours des As-en-Provence
  - 2e du Tour du Loiret
- 2019
  - Grand Prix d'ouverture REVA
  - Prix de la Ville du Mont Pujols
  - 2e étape du Tour du Piémont pyrénéen (contre-la-montre par équipes)
  - 2ea étape du Tour de Tenerife (contre-la-montre par équipes)
  - 2e du Tour de Basse-Navarre
  - 2e du Tour de Tenerife
  - 3e du Circuit de l'Essor
  - 3e du Grand Prix d'ouverture Pierre-Pinel
- 2021
  - Prix de Beauchabrol
  - 2e du Circuit des Monts du Livradois
  - 3e de la Ronde du Pays basque
- 2022
  -  Double Champion de France masters 1 (30-34 ans) Route et CLM
  - Ronde du Pays basque
  - Grand Prix de Puyloubier
  - Annemasse-Bellegarde et retour
  - Boucles du Tarn et du Sidobre
  - La Jalabert
  - 2e étape du Tour des Landes
  - 2e du Tour des Landes
  - 3e de l'Essor basque
  - 3e du championnat d'Occitanie
  - 3e de l'Estivale bretonne

## Classements mondiaux
| Année                                 | 2015  | 2016 | 2017  |
| ------------------------------------- | ----- | ---- | ----- |
| Classement mondial                    |       | nc   | 1986e |
| UCI Europe Tour                       | 1035e | nc   | 1270e |
|                                       |       |      |       |
| Légende : nc = non classéSource : UCI |       |      |       |

## Palmarès en cyclo-cross
- 2014-2015
  - Champion de Midi-Pyrénées de cyclo-cross[4]